# Коммунарское (Херсонская область)
Коммунарское (укр. Комунарське) — посёлок в Генической городской общине Генического района Херсонской области Украины.
Население по переписи 2001 года составляло 15 человек. Почтовый индекс — 75530. Телефонный код — 55-34. Код КОАТУУ — 6522184005.

## Местный совет
75530, Херсонская обл., Генический р-н, с. Ровное, ул. Ленина, 28